# Az öt északi tartomány bizottsága
Az öt északi tartomány bizottsága (hangul: 이북5도위원회, Ibuk odo üvonhö, handzsa: 以北五道委員會, RR: Ibuk o-do wiwonhoi) a dél-koreai Belügyi és Belbiztonsági Minisztérium hatósága alá tartozó állami szerv.

A Dél-Korea által igényelt öt északi tartomány térképe

Az 1949-ben alapították a bizottságot abból a célból, hogy egyfajta árnyékkormányként a koreai demilitarizált övezettől északra fekvő öt koreai tartomány igazgatásáért vállaljon felelősséget, mivel a dél-koreai kormány formálisan egész Korea egyetlen legitim kormányának tekinti magát, így Észak-Korea teljes, Dél-Koreánál nagyjából 20%-kal nagyobb területére igényt tart. A dél-koreai kormány nem ismeri el az Észak-Korea által 1948 után végrehajtott jogi változtatásokat, köztük a közigazgatási reformokat sem. Dél-Korea elnöke mind az öt tartományban kormányzót nevez ki, azonban szerepük szimbolikus (hasonlóan a címzetes püspökökhöz), mivel a terület Észak-Korea tényleges joghatósága alá tartozik. A bizottság fő gyakorlati feladata a Dél-Koreában élő észak-koreai disszidensek támogatása, beleértve az észak-koreaiak letelepítésének segítését és a társadalmi események szervezését számukra.
A bizottság neve ellenére nem játszik szerepet az észak-koreai és dél-koreai kapcsolatokban, mivel az Észak-Koreával kapcsolatos ügyeket az Egyesítési Minisztérium intézi. Észak-Korea összeomlása esetén a készenléti tervek szerint új kormányzati szervet kell felállítani az északi országrész igazgatására az egyesítési miniszter vezetésével. Ebben az esetben az öt kormányzónak le kellene mondania, és a bizottságot feloszlatnák.

## Tartományok
Az alábbi tartományok kizárólag jogi értelemben léteznek, mellettük a ténylegesen létező, Észak-Korea joghatósága alá tartozó tartományok vannak feltüntetve, amelyek földrajzi területének megközelítőleg megfeleltethető.
| név                        | koreaiul | handzsa (hanja) | igényelt zászló | Észak-Koreában                                     |
| -------------------------- | -------- | --------------- | --------------- | -------------------------------------------------- |
| Észak-Phjongan (Pyeongan)  | 평안북도 | 平安北道        |                 | Észak-Phjongan (P'yŏngan) és Csagang (Chagang)     |
| Dél-Phjongan (Pyeongan)    | 평안남도 | 平安南道        |                 | Dél-Phjongan (P'yŏngan)                            |
| Észak-Hamgjong (Hamgyeong) | 함경북도 | 咸鏡北道        |                 | Észak-Hamgjong (Hamgyŏng) és Rjanggang (Ryanggang) |
| Dél-Hamgjong (Hamgyeong)   | 함경남도 | 咸鏡南道        |                 | Dél-Hamgjong (Hamgyŏng)                            |
| Hvanghe (Hwanghae)         | 황해도   | 黃海道          |                 | Észak-Hvanghe (Hwanghae) és Dél-Hvanghe (Hwanghae) |